# Costa Masnaga
Costa Masnaga es una localidad y comune italiana de la provincia de Lecco, región de Lombardía, con 4.773 habitantes.

## Evolución demográfica
| Gráfica de evolución demográfica de Costa Masnaga entre 1861 y 2001 |
|                                                                     |
| Fuente ISTAT - elaboración gráfica de Wikipedia                     |